# 피닉스 파크

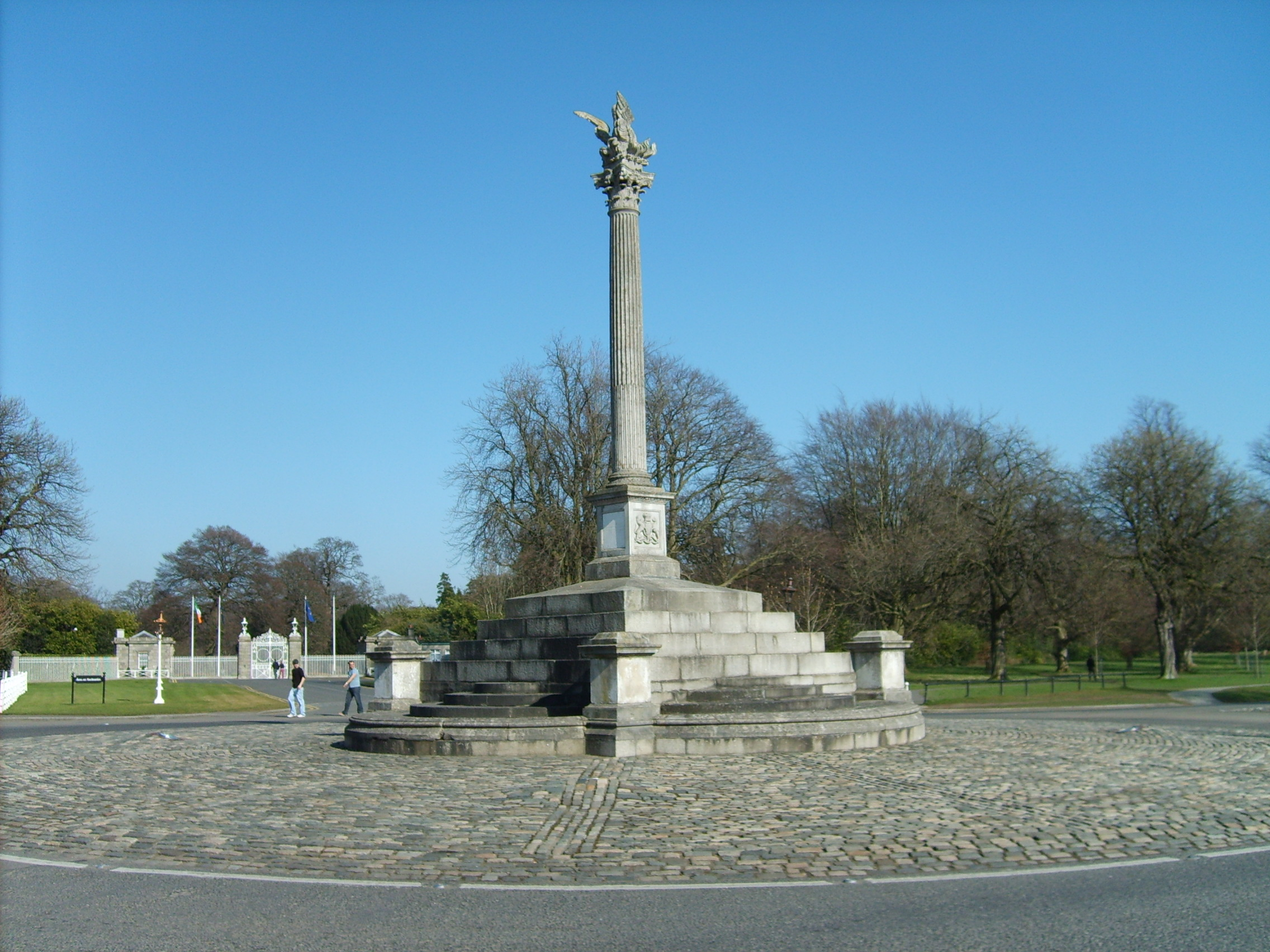
피닉스 파크

피닉스 파크(영어: Phoenix Park, 아일랜드어: Páirc an Fhionnuisce)는 아일랜드 더블린 시내에서 서쪽으로 3km 정도의 위치에 있는 공원이다. 공원 내에는 잔디, 가로수길, 숲 등이 존재하며, 다마사슴이 방목되고 있다. 공원에는 아일랜드 대통령 관저와 미국 대사 관저 및 북아일랜드 경찰 본부가 존재한다. 그 외에도 더블린 동물원, 크리켓이나 폴로 경기장, 웰링턴 기념비, 교황 십자가 등이 있다.